# シュコダ15Tr
シュコダ15Tr（チェコ語: Škoda 15Tr）は、チェコスロバキア（現：チェコ）のシュコダ製のトロリーバス車両。同社が自社で開発した初の連節バスである。

## 概要
1980年代以降生産が実施された2軸バスのシュコダ14Trを基に開発された、2つの車体の間に幌で覆われた連節部分が存在する連節バス。主要機器はメンテナンスの簡素化や予備部品の確保の容易化を目的としてシュコダ14Trと共通のものが用いられており、電機子チョッパ制御を用いた制御装置も同様である。主電動機についてはシュコダ14Trと異なり2基搭載されており、2番目・3番目の車軸に動力が伝達される。制動装置には空気ブレーキ、電気ブレーキ、パーキングブレーキが用いられている。

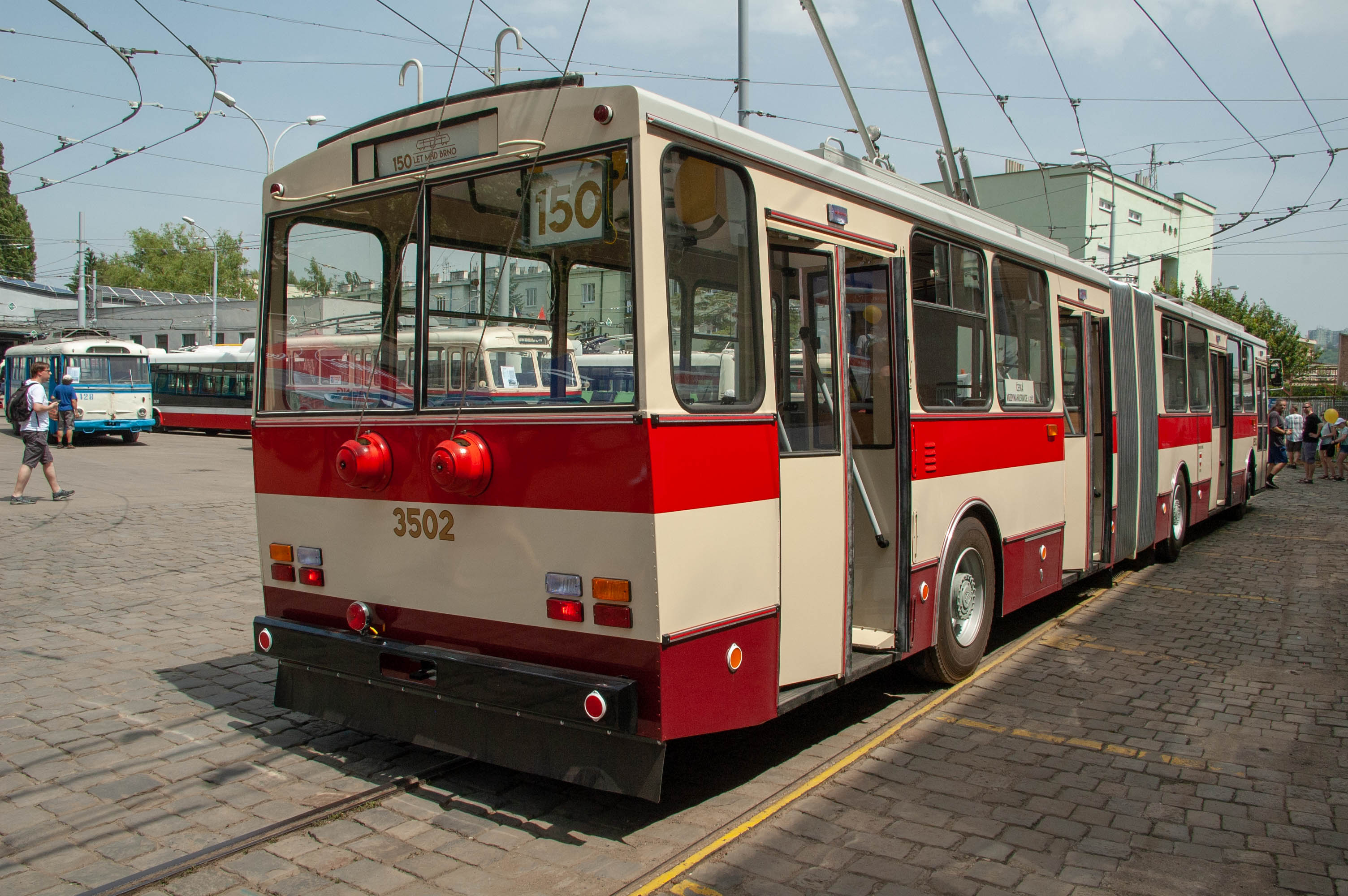
後方（ブルノ）
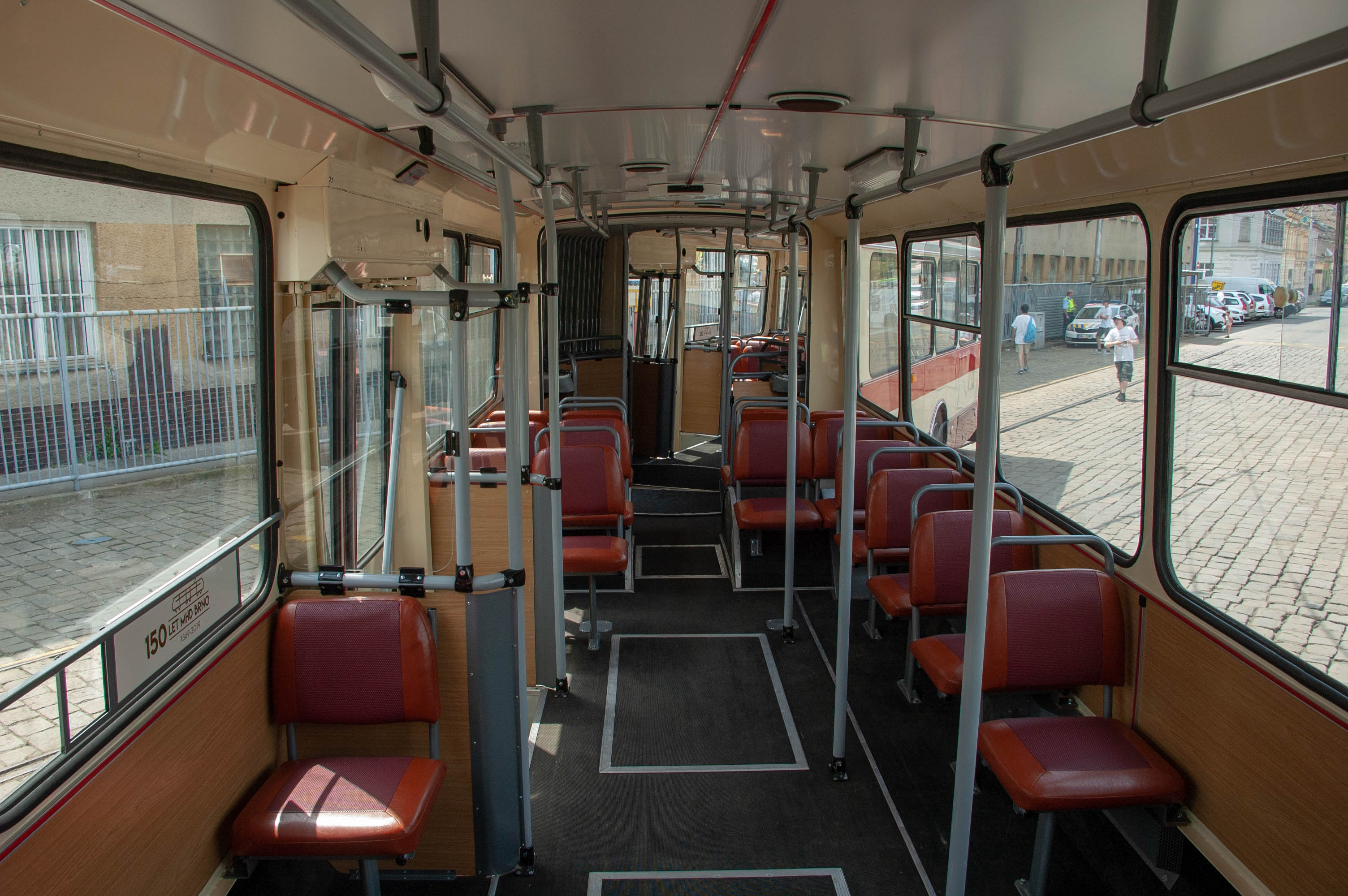
車内（ブルノ）
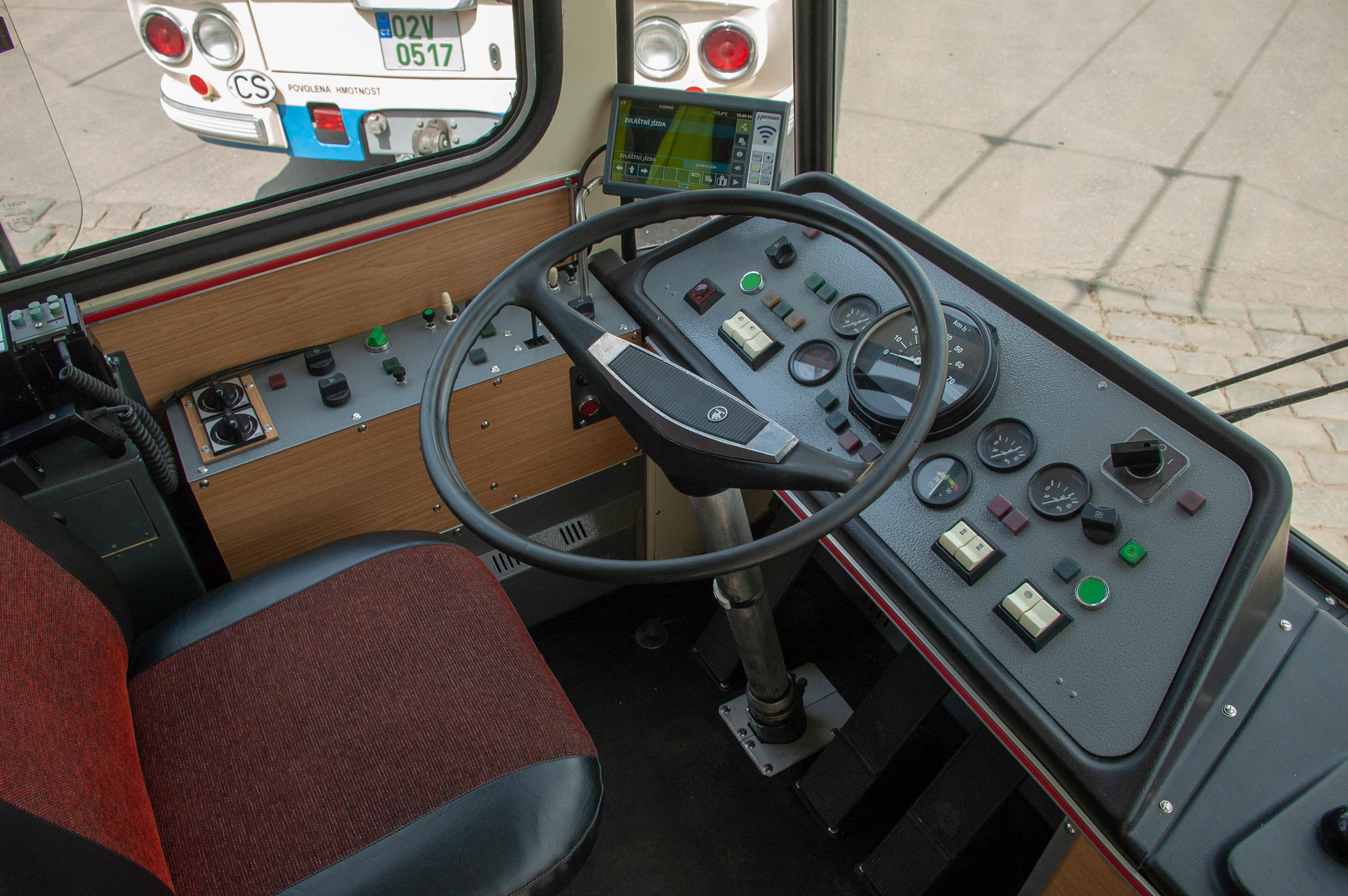
運転台（ブルノ）

## 運用・導入都市一覧
試作車が1983年、1986年、1987年に計4両製造された後、1988年以降、後継車両となるシュコダ15TrMが製造される1995年までに試作車を含めて計469両が製造された。以下、シュコダ15Trが導入された都市を記す。国名および都市名は2022年時点のものを記す他、ウクライナについては自治権が及んでいない都市や地域も含む。
| シュコダ15Tr 導入都市一覧 | シュコダ15Tr 導入都市一覧                                                 | シュコダ15Tr 導入都市一覧 | シュコダ15Tr 導入都市一覧           |
| 導入国                    | 都市                                                                      | 導入車両数                | 備考                                |
| ------------------------- | ------------------------------------------------------------------------- | ------------------------- | ----------------------------------- |
| チェコ                    | ウースチー・ナド・ラベム (ウースチー・ナド・ラベム・トロリーバス)         | 55両                      | [ 8 ]                               |
| チェコ                    | チェスケー・ブジェヨヴィツェ (チェスケー・ブジェヨヴィツェ・トロリーバス) | 42両                      | [ 9 ] [ 10 ]                        |
| チェコ                    | ホムトフ イルコフ (ホムトフ/イルコフ・トロリーバス)                       | 25両                      | [ 11 ] [ 12 ]                       |
| チェコ                    | ズリーン オトロコヴィツェ (ズリーン/オトロコヴィツェ・トロリーバス)       | 13両                      | [ 13 ]                              |
| チェコ                    | フラデツ・クラーロヴェー (フラデツ・クラーロヴェー・トロリーバス)         | 11両                      | [ 14 ]                              |
| チェコ                    | オストラヴァ (オストラヴァ・トロリーバス)                                 | 10両                      | [ 15 ]                              |
| チェコ                    | テプリツェ (テプリツェ・トロリーバス)                                     | 10両                      | [ 16 ]                              |
| チェコ                    | ブルノ (ブルノ・トロリーバス)                                             | 8両                       | [ 17 ]                              |
| チェコ                    | プルゼニ (プルゼニ・トロリーバス)                                         | 6両                       | 1両は試作車                         |
| チェコ                    | シュコダ・オストロフ工場                                                  | 2両                       | 試作車 営業運転には使用されなかった |
| エストニア                | タリン (タリン・トロリーバス)                                             | 25両                      |                                     |
| イラン                    | テヘラン                                                                  | 65両                      |                                     |
| リトアニア                | カウナス (カウナス・トロリーバス)                                         | 5両                       |                                     |
| リトアニア                | ヴィリニュス (ヴィリニュス・トロリーバス)                                 | 5両                       |                                     |
| ラトビア                  | リガ (リガ・トロリーバス)                                                 | 15両                      |                                     |
| ハンガリー                | セゲド                                                                    | 11両                      |                                     |
| スロバキア                | バンスカー・ビストリツァ (バンスカー・ビストリツァ・トロリーバス)         | 29両                      | 1両は直流750V用の試作車             |
| スロバキア                | プレショフ (プレショフ・トロリーバス)                                     | 27両                      | [ 20 ]                              |
| スロバキア                | ブラチスラヴァ (ブラチスラヴァ・トロリーバス)                             | 16両                      | [ 21 ]                              |
| スロバキア                | コシツェ (コシツェ・トロリーバス)                                         | 15両                      | [ 22 ]                              |
| スロバキア                | ジリナ (ジリナ・トロリーバス)                                             | 14両                      | [ 23 ]                              |
| ウクライナ                | キーウ                                                                    | 46両                      |                                     |
| ウクライナ                | クリミア (クリミア・トロリーバス)                                         | 6両                       |                                     |

## ギャラリー

### チェコ

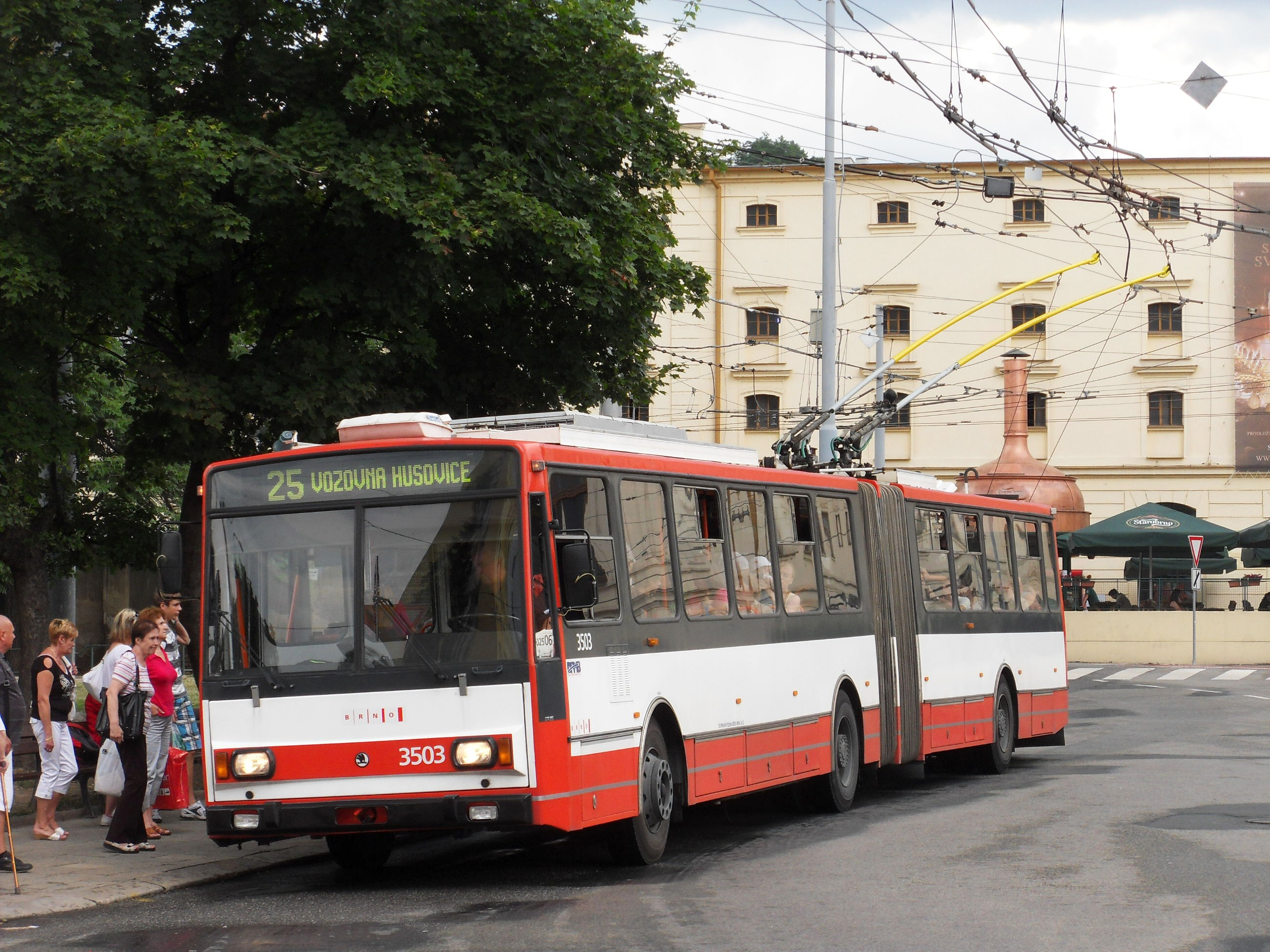
ブルノ
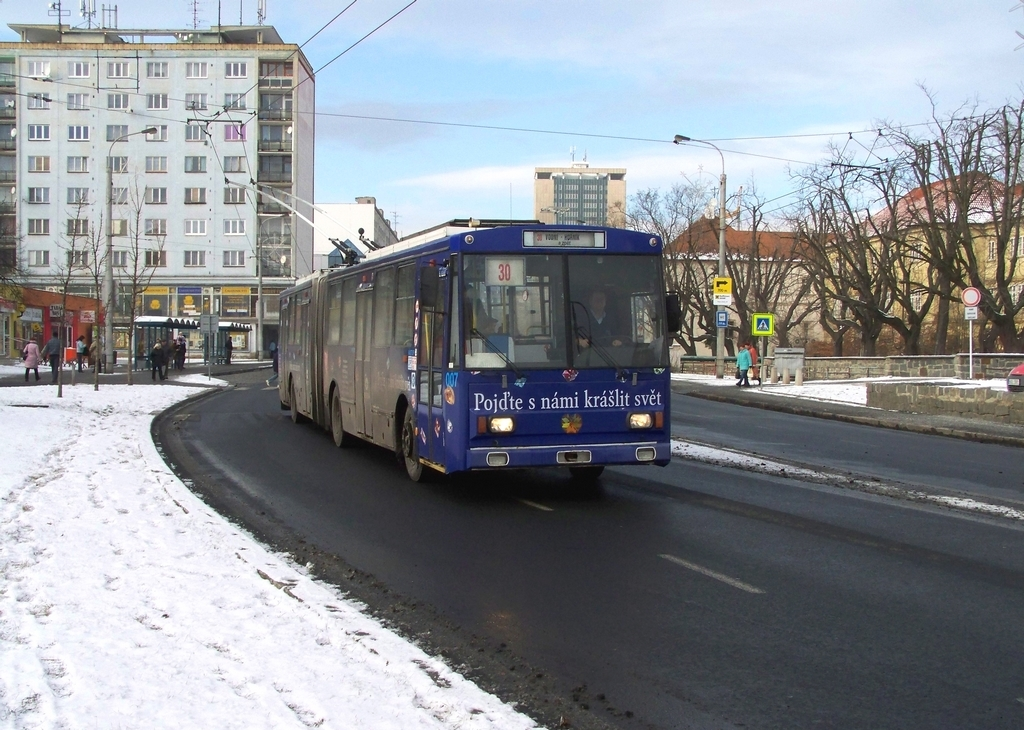
ホムトフ
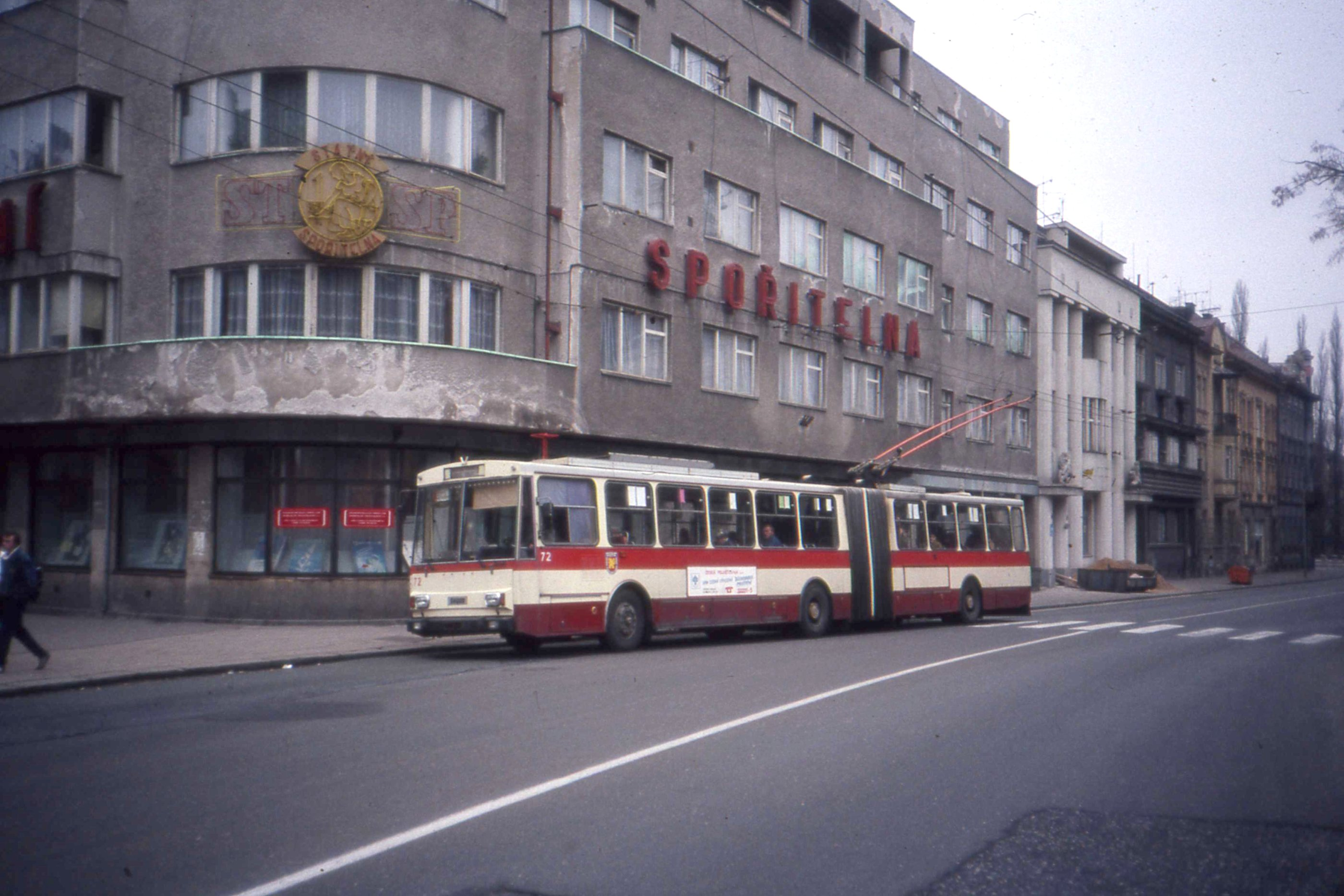
フラデツ・クラーロヴェー
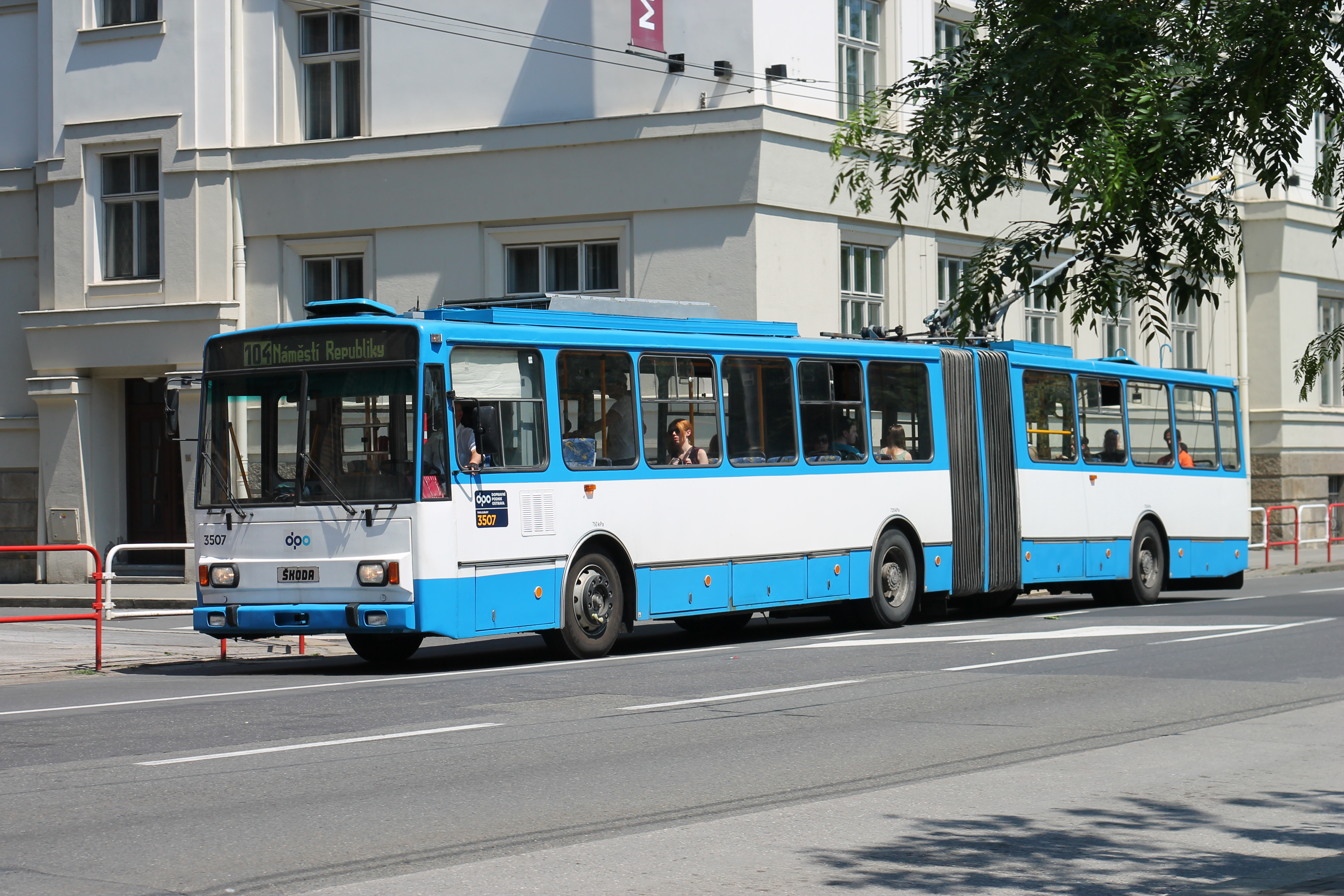
オストラヴァ
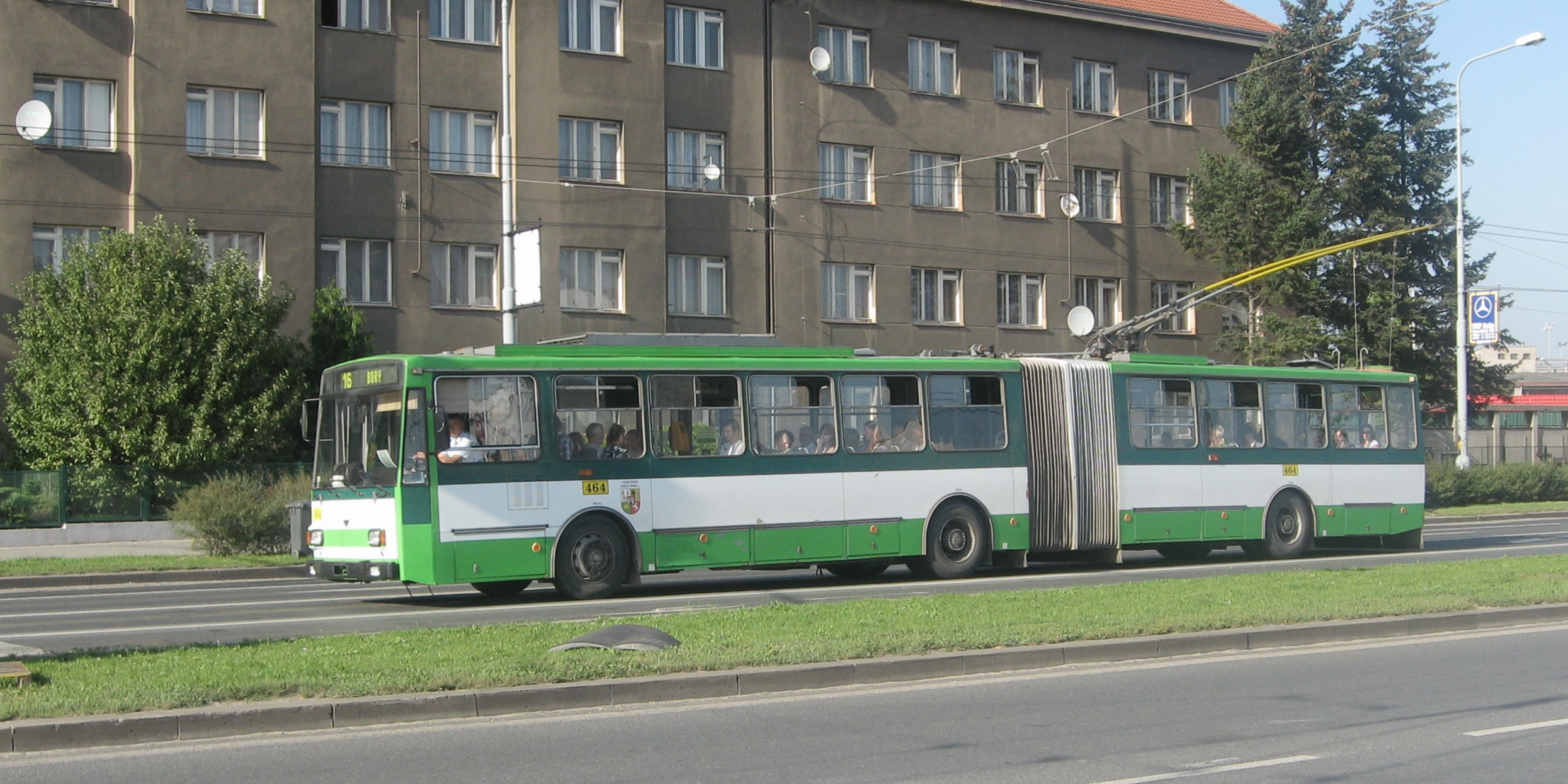
プルゼニ
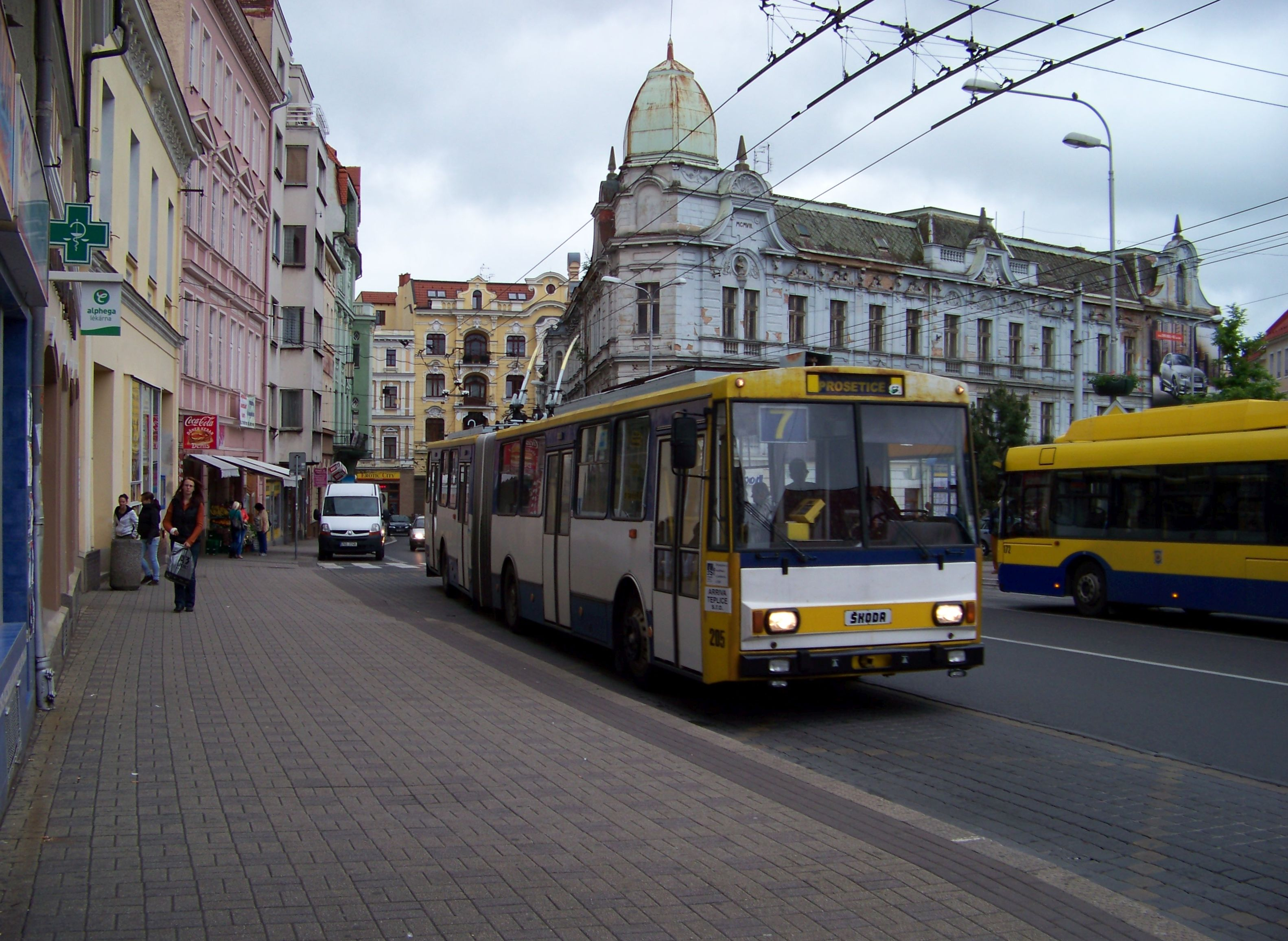
テプリツェ
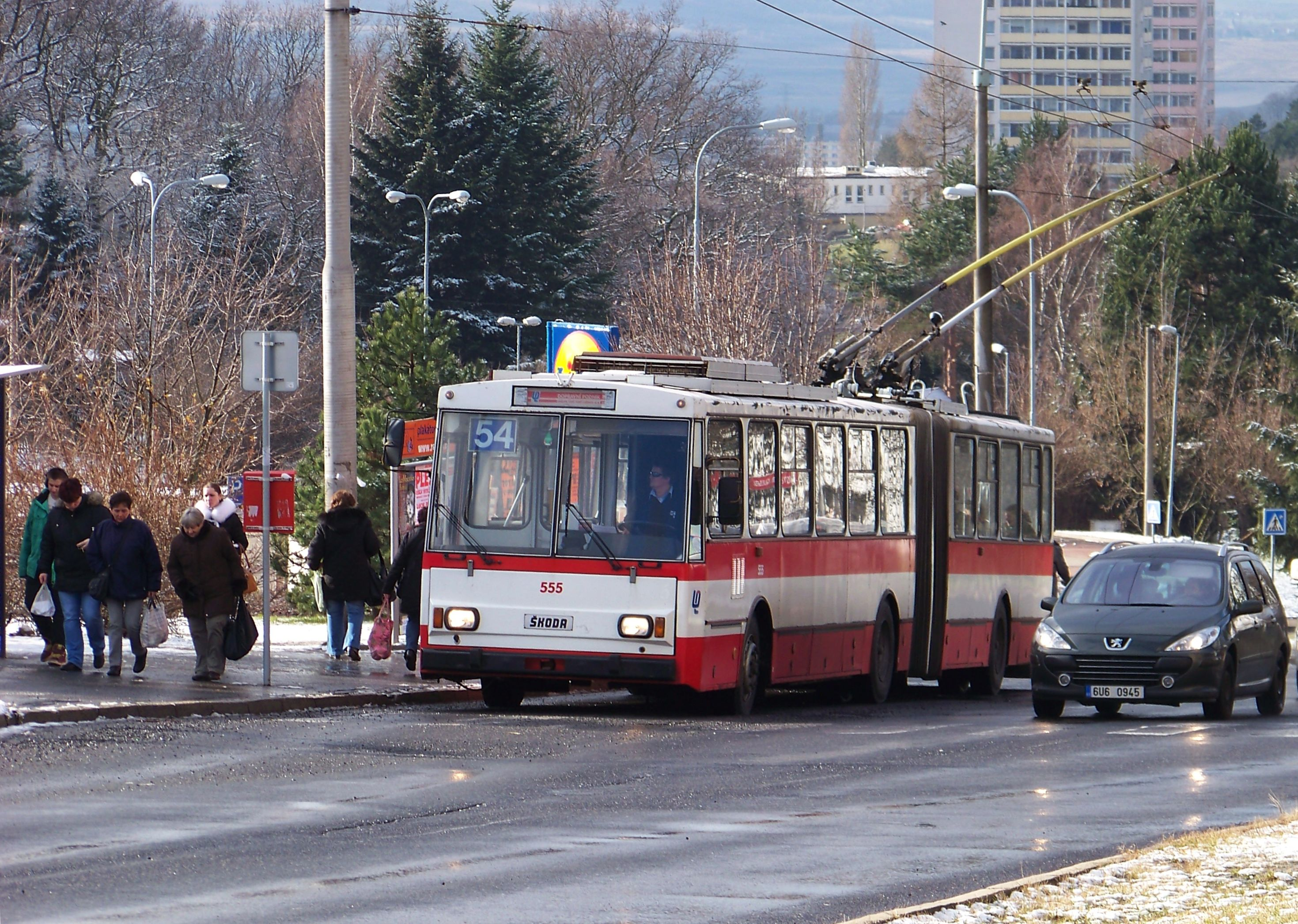
ウースチー・ナド・ラベム
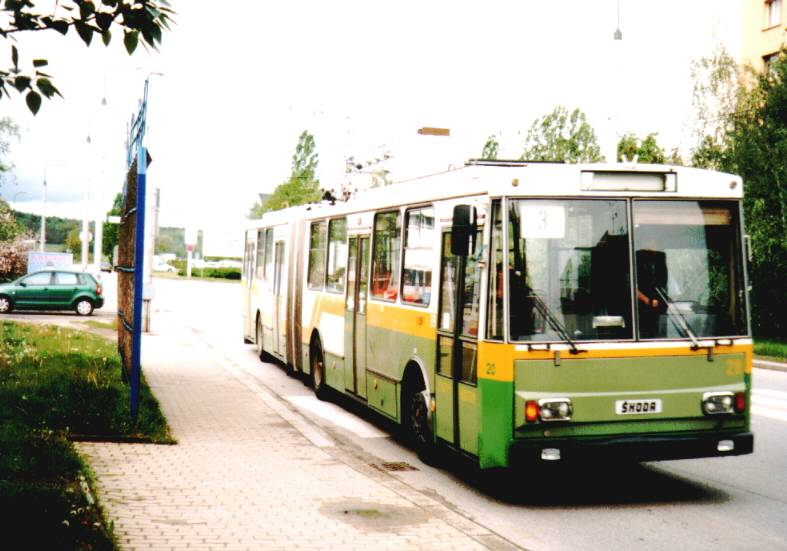
チェスケー・ブジェヨヴィツェ

### スロバキア

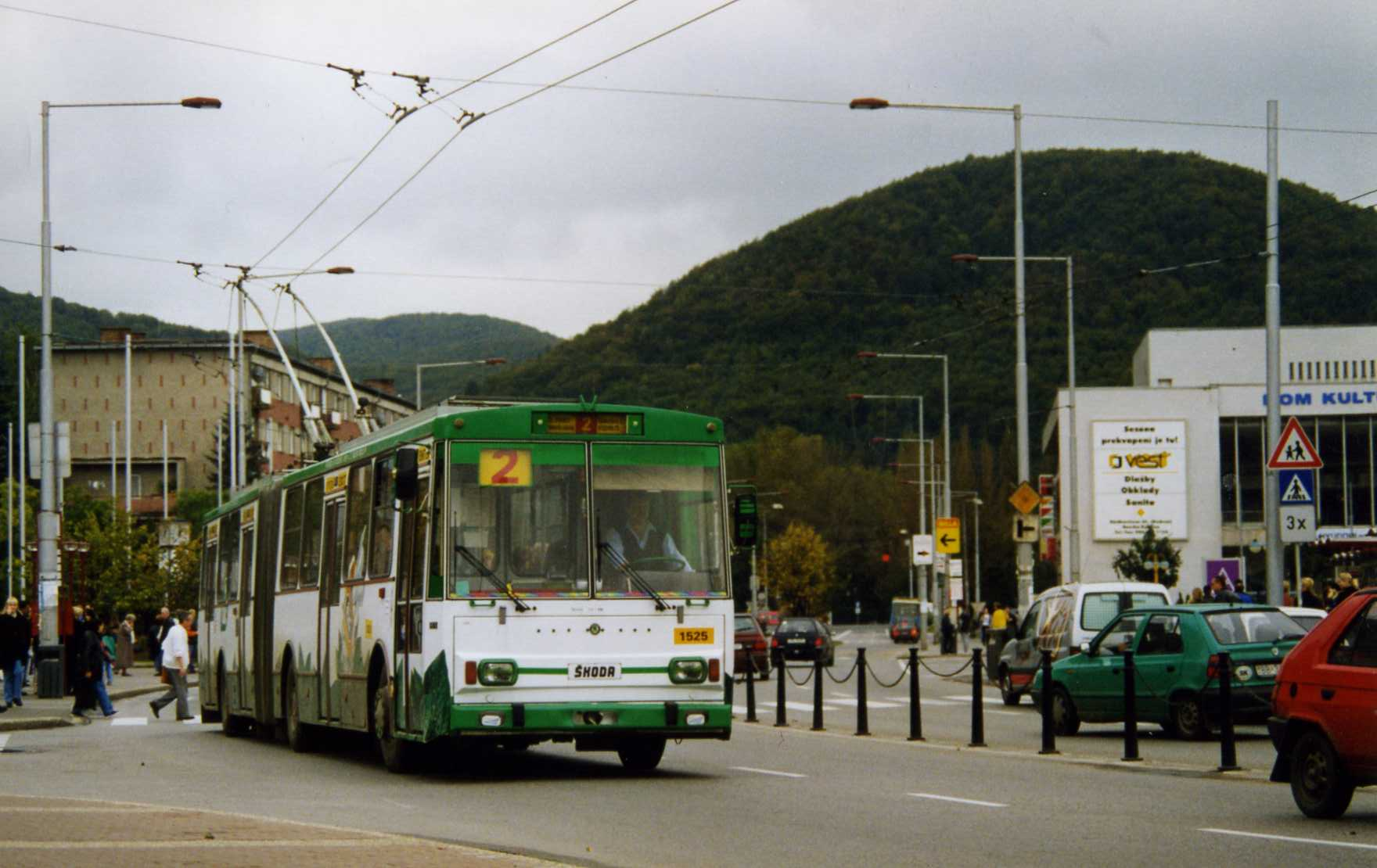
バンスカー・ビストリツァ
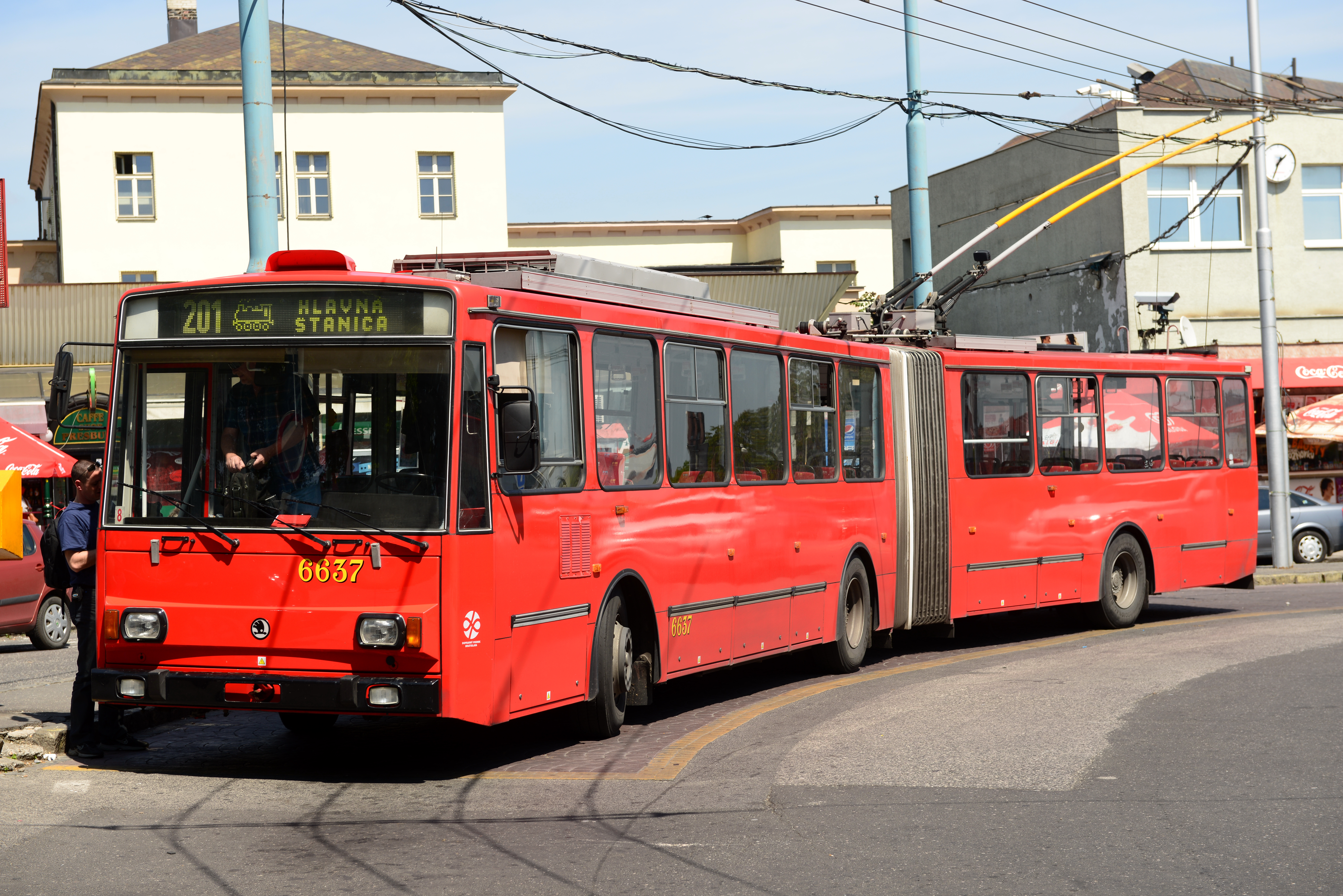
ブラチスラヴァ
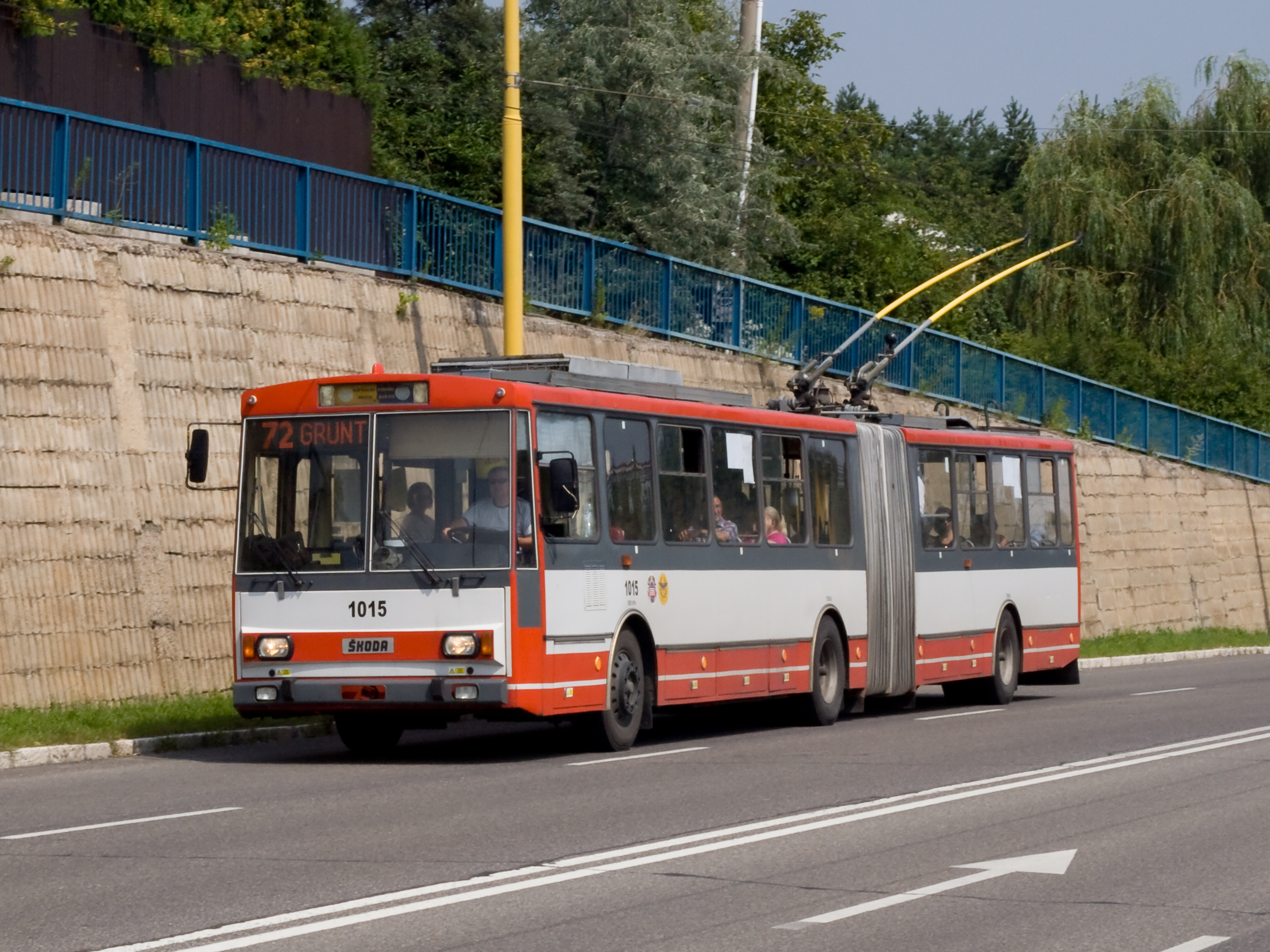
コシツェ
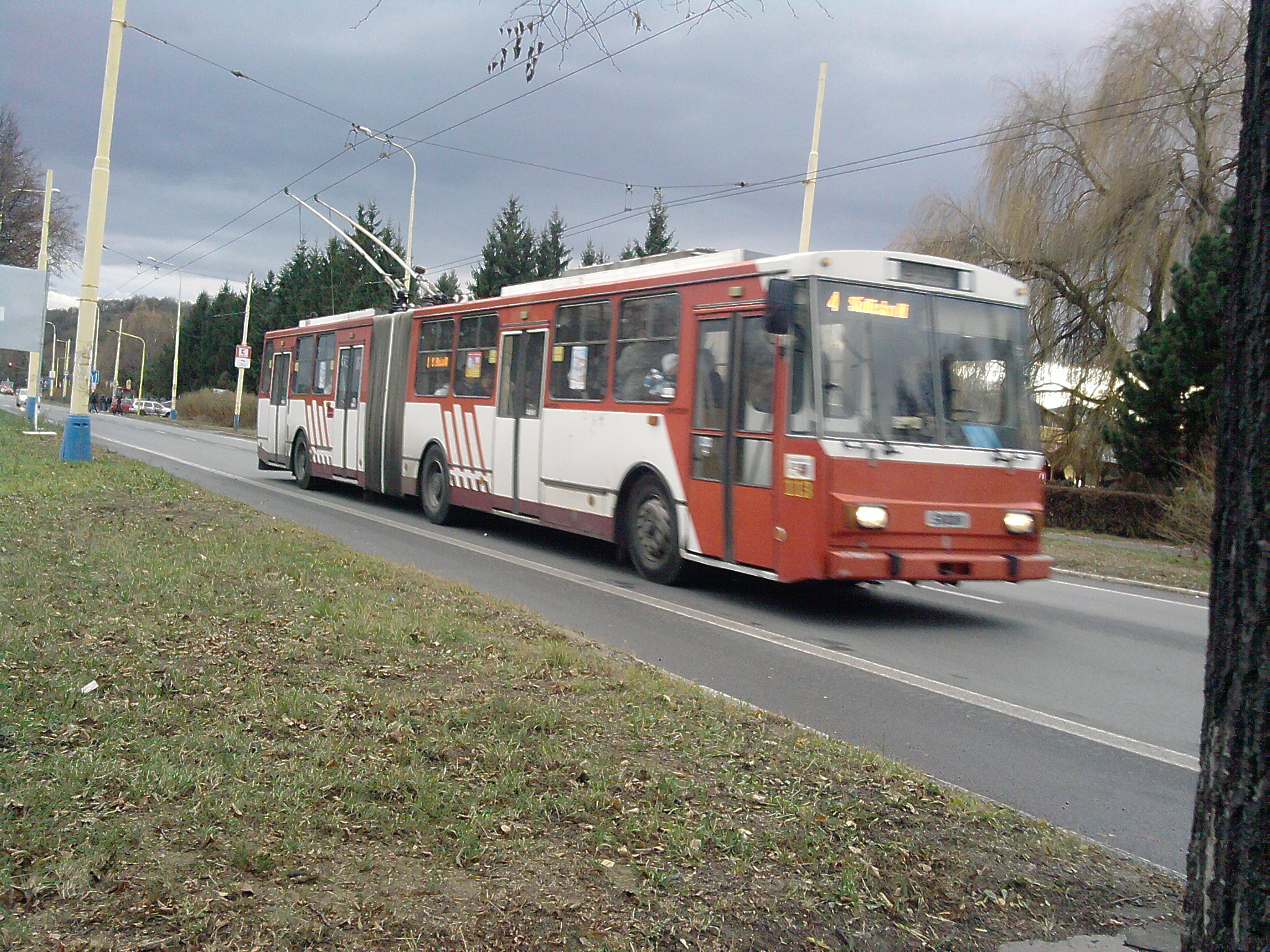
プレショフ
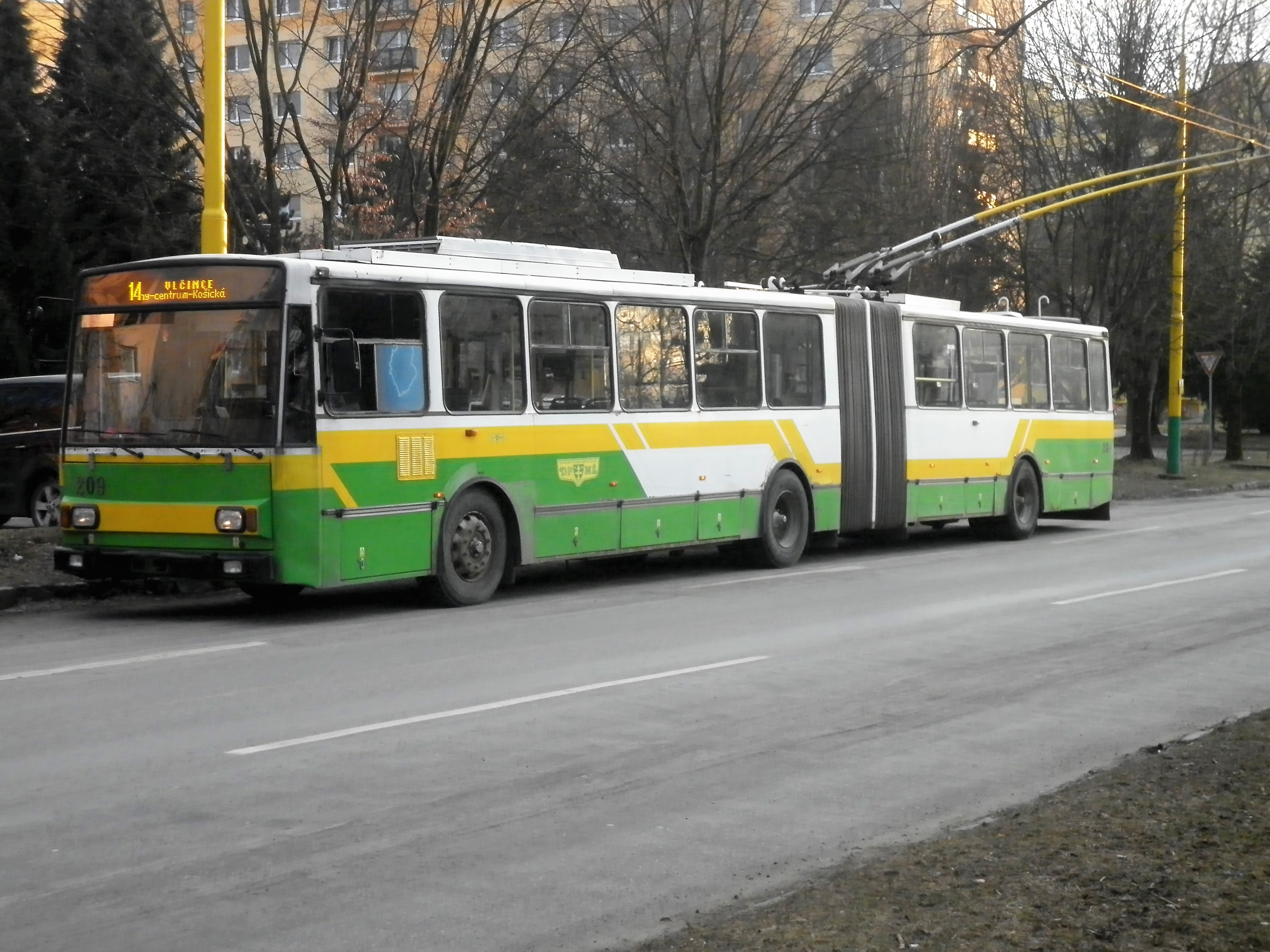
ジリナ

### その他

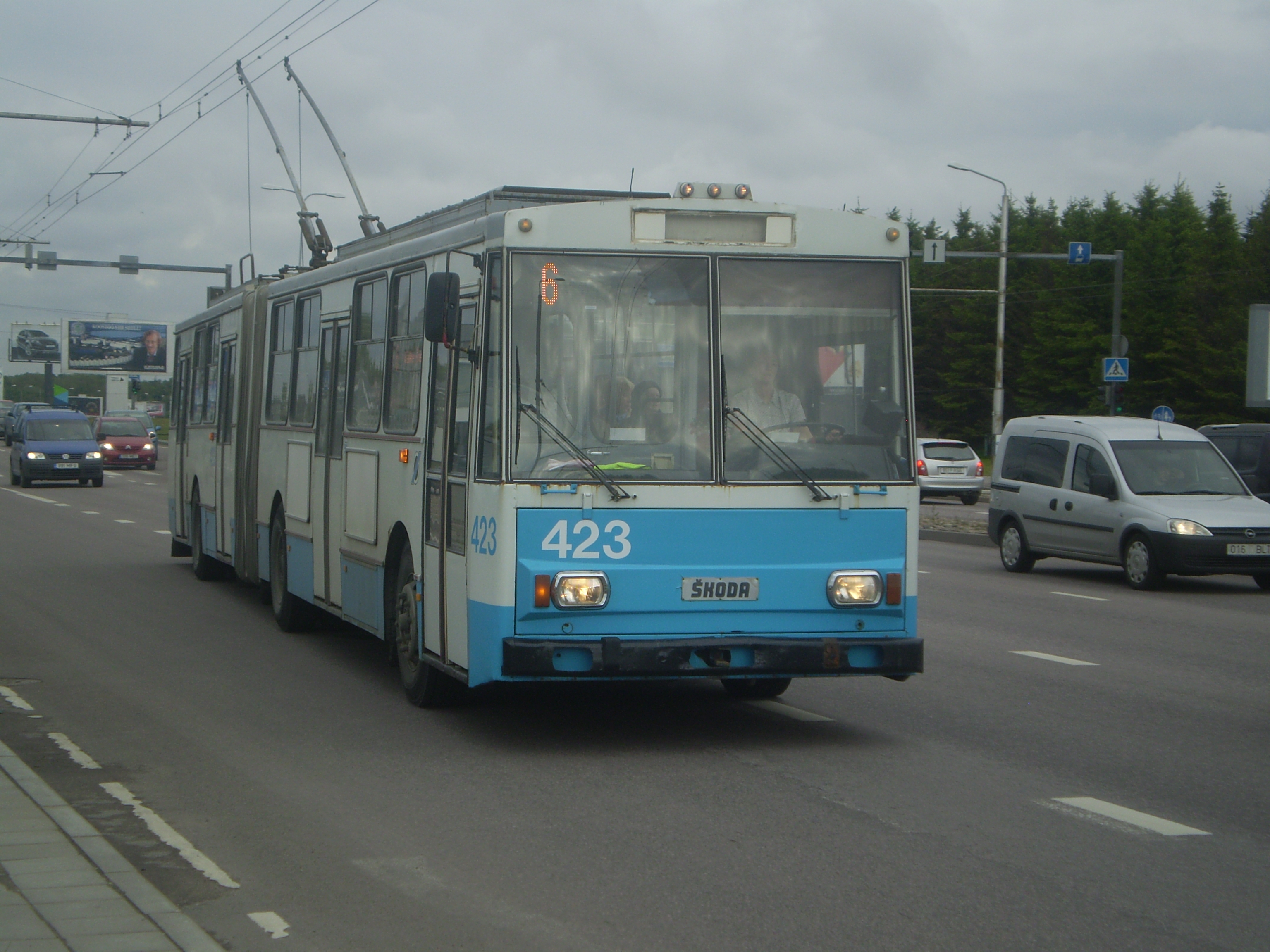
エストニア：タリン
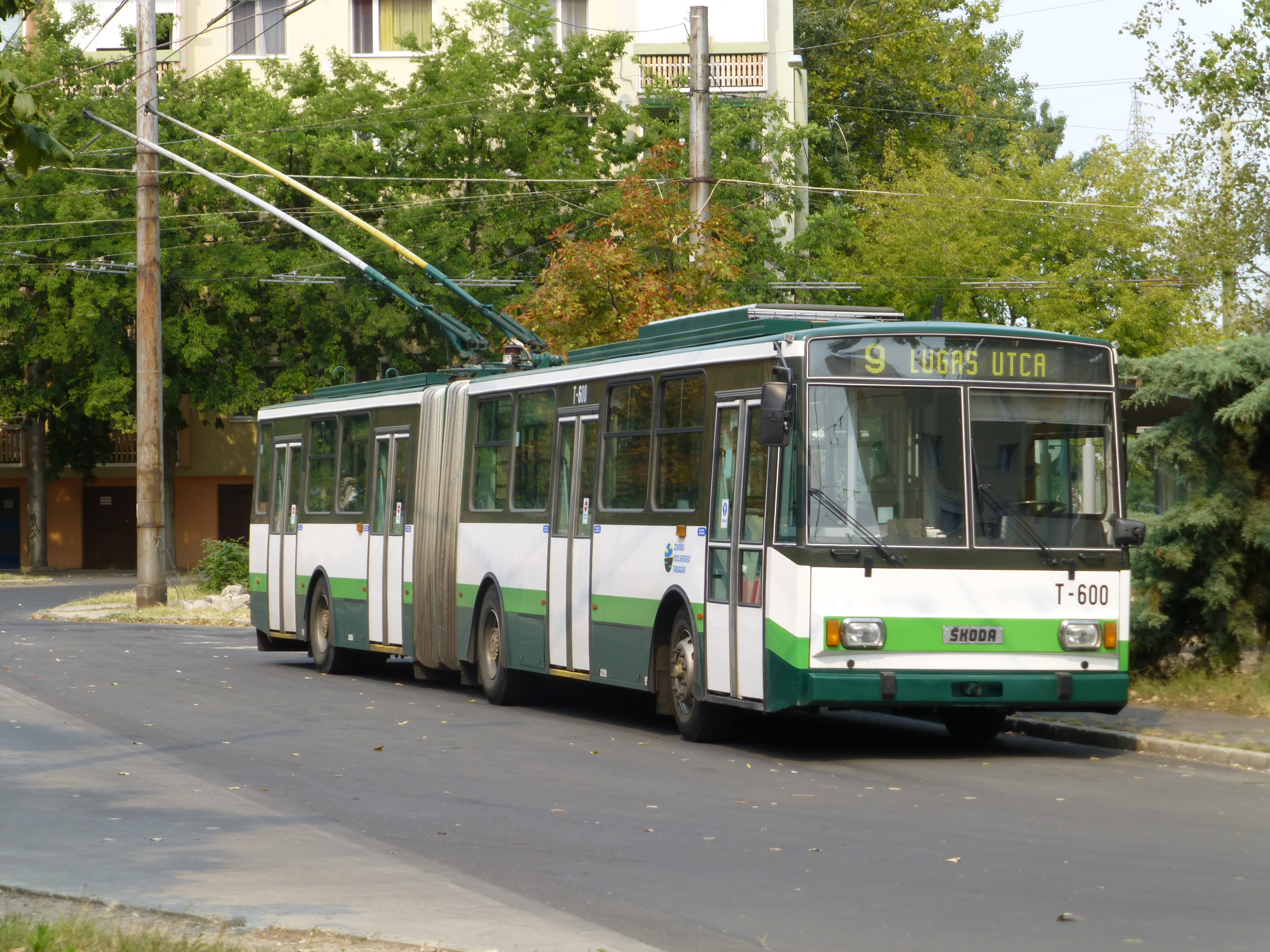
ハンガリー：セゲド
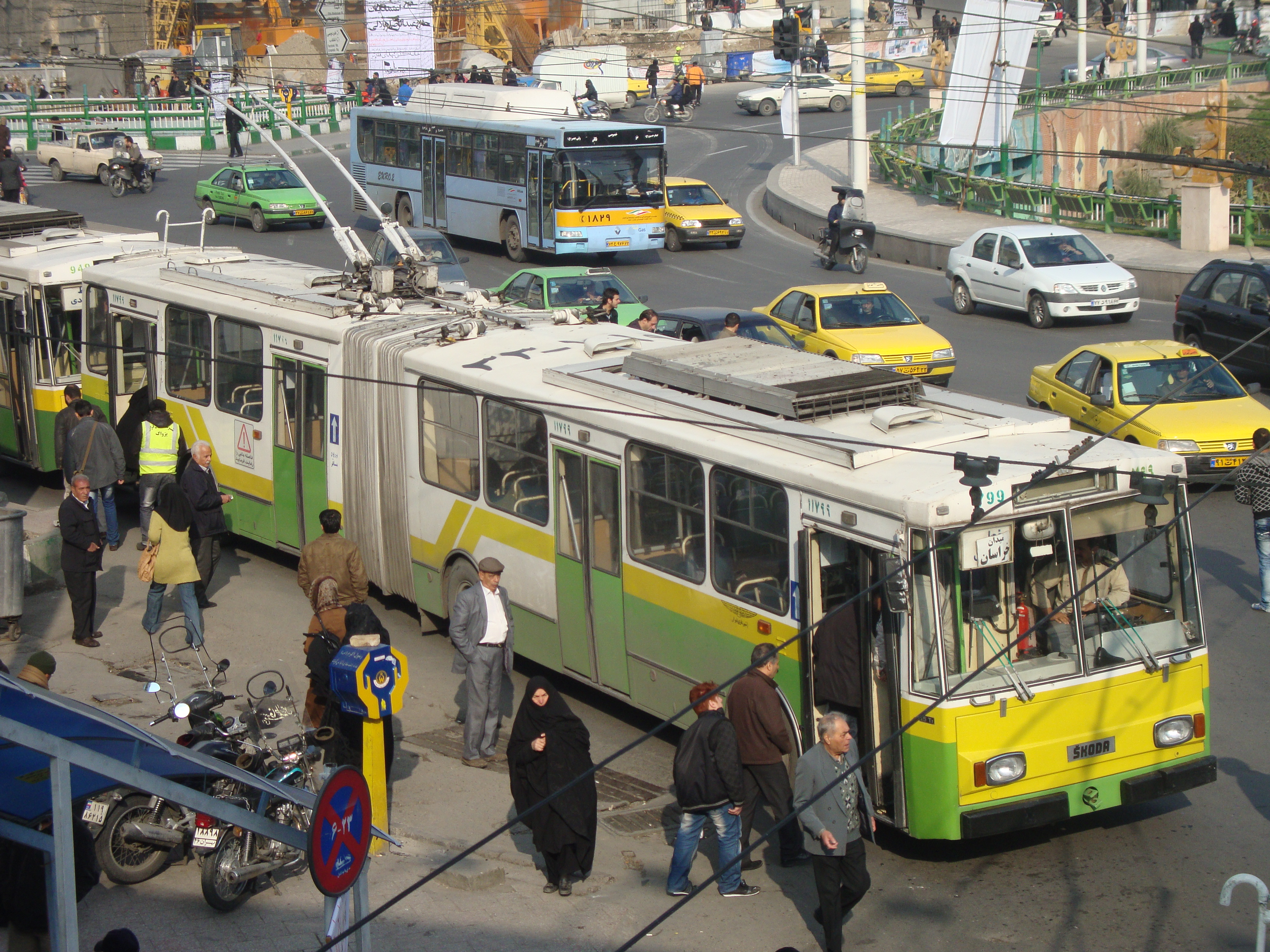
イラン：テヘラン
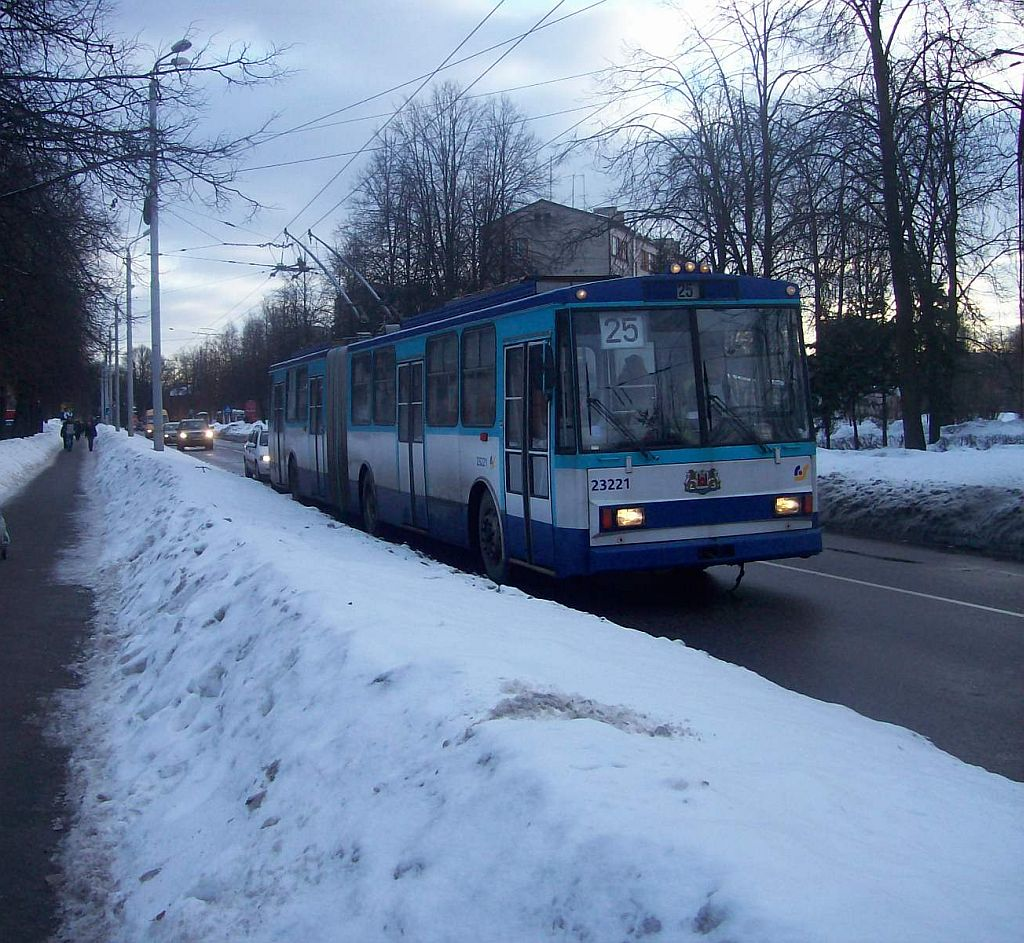
ラトビア：リガ
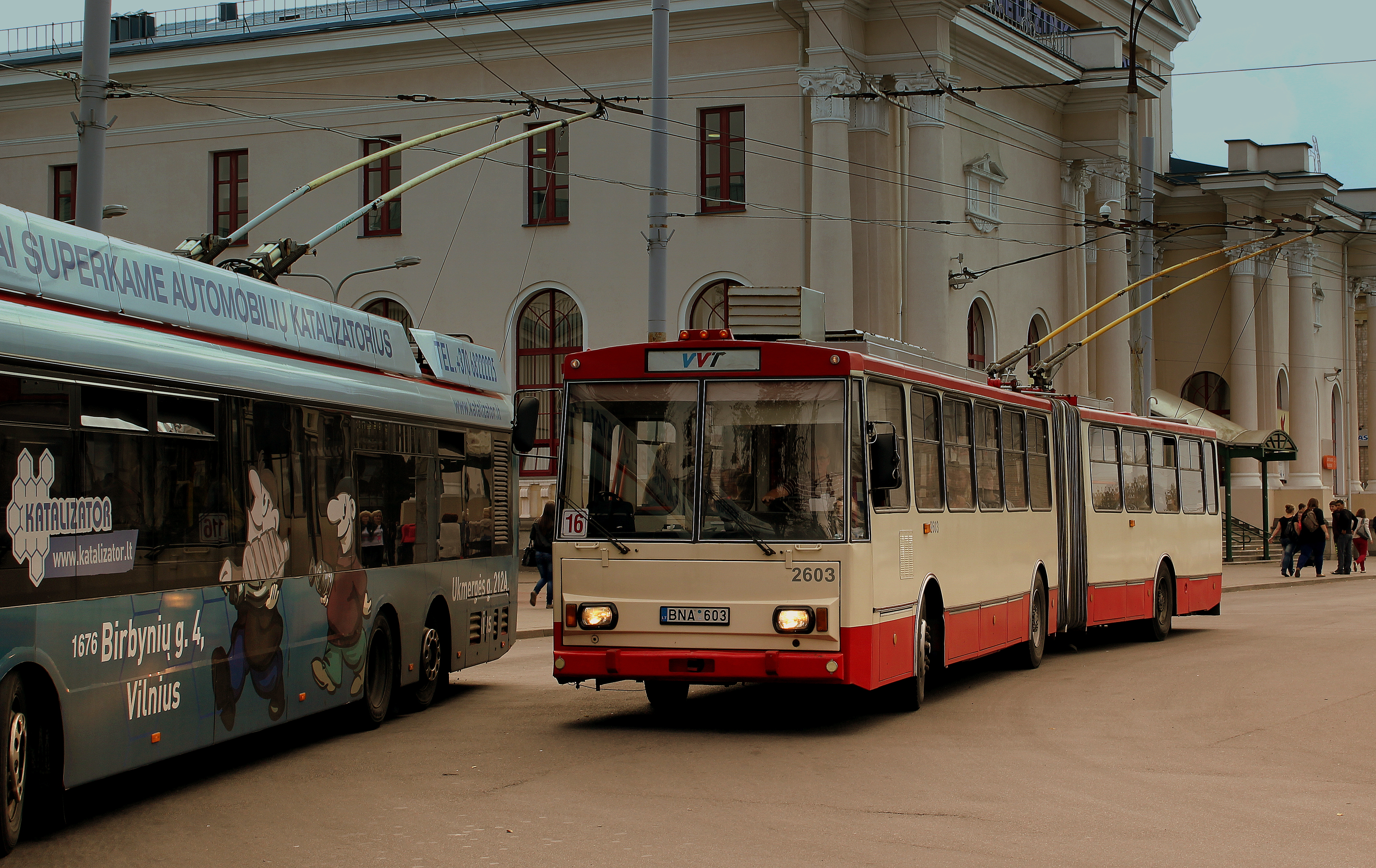
リトアニア：ヴィリニュス
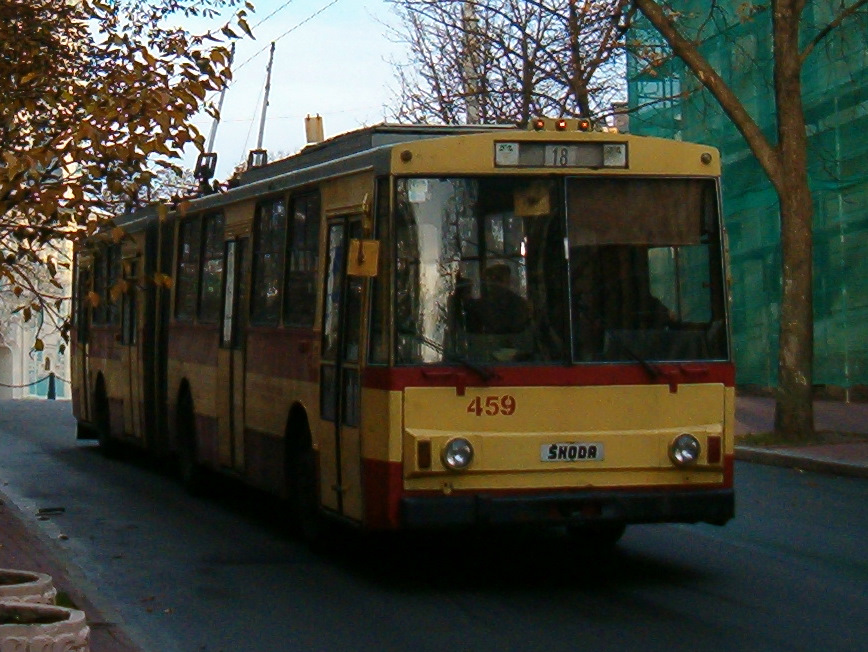
ウクライナ：キーウ

## 発展形式
- シュコダ15TrM（チェコ語版） - 1995年以降製造された、シュコダ15Trの近代化車種。そのうち2004年に製造された最終増備車については電気機器の変更が行われた[2]。
- シュコダ15TrSF（チェコ語版） - アメリカ合衆国のサンフランシスコ（サンフランシスコ・トロリーバス（英語版））向けに開発された車種[24]。

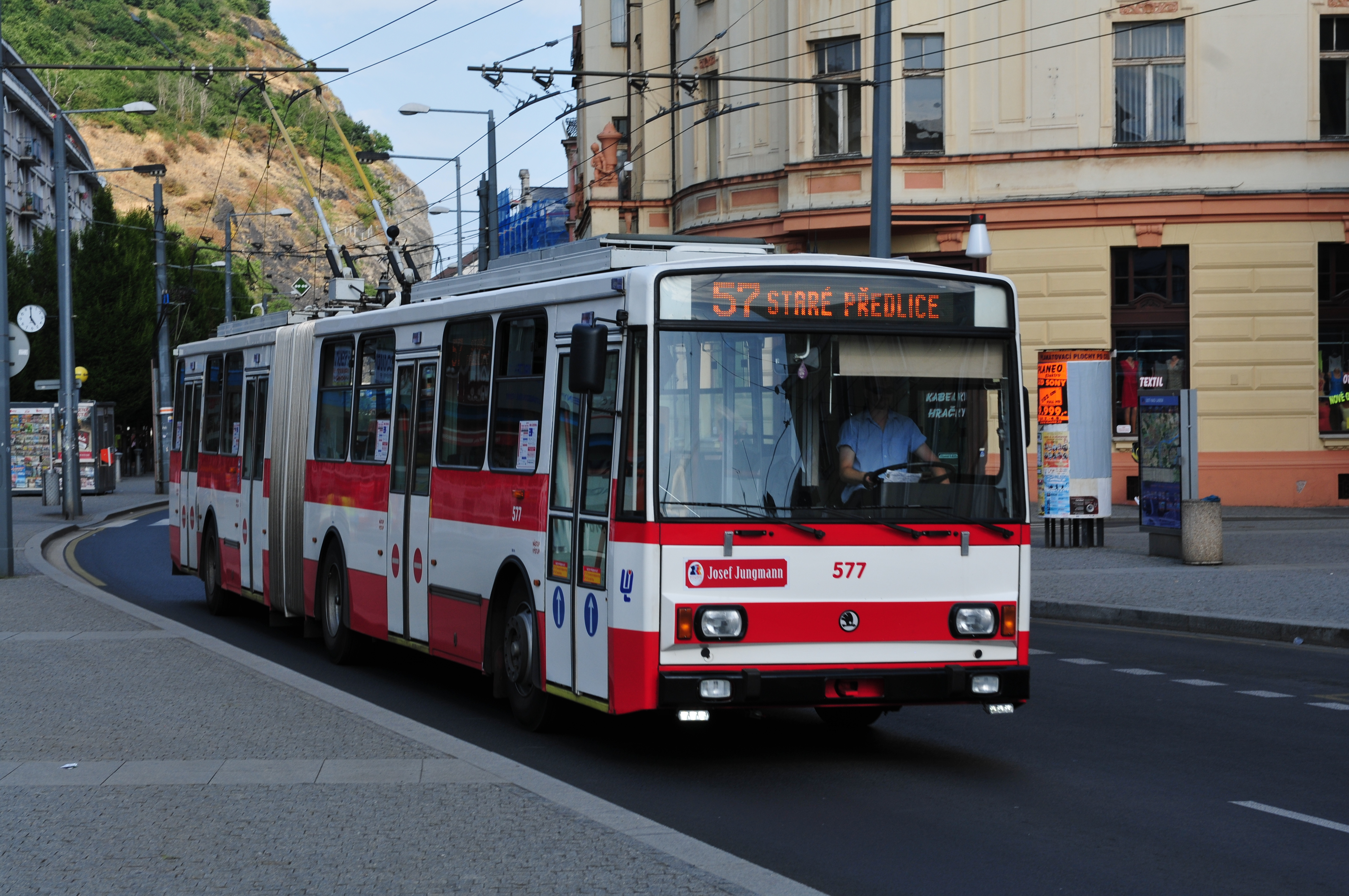
シュコダ15TrM（2013年撮影）
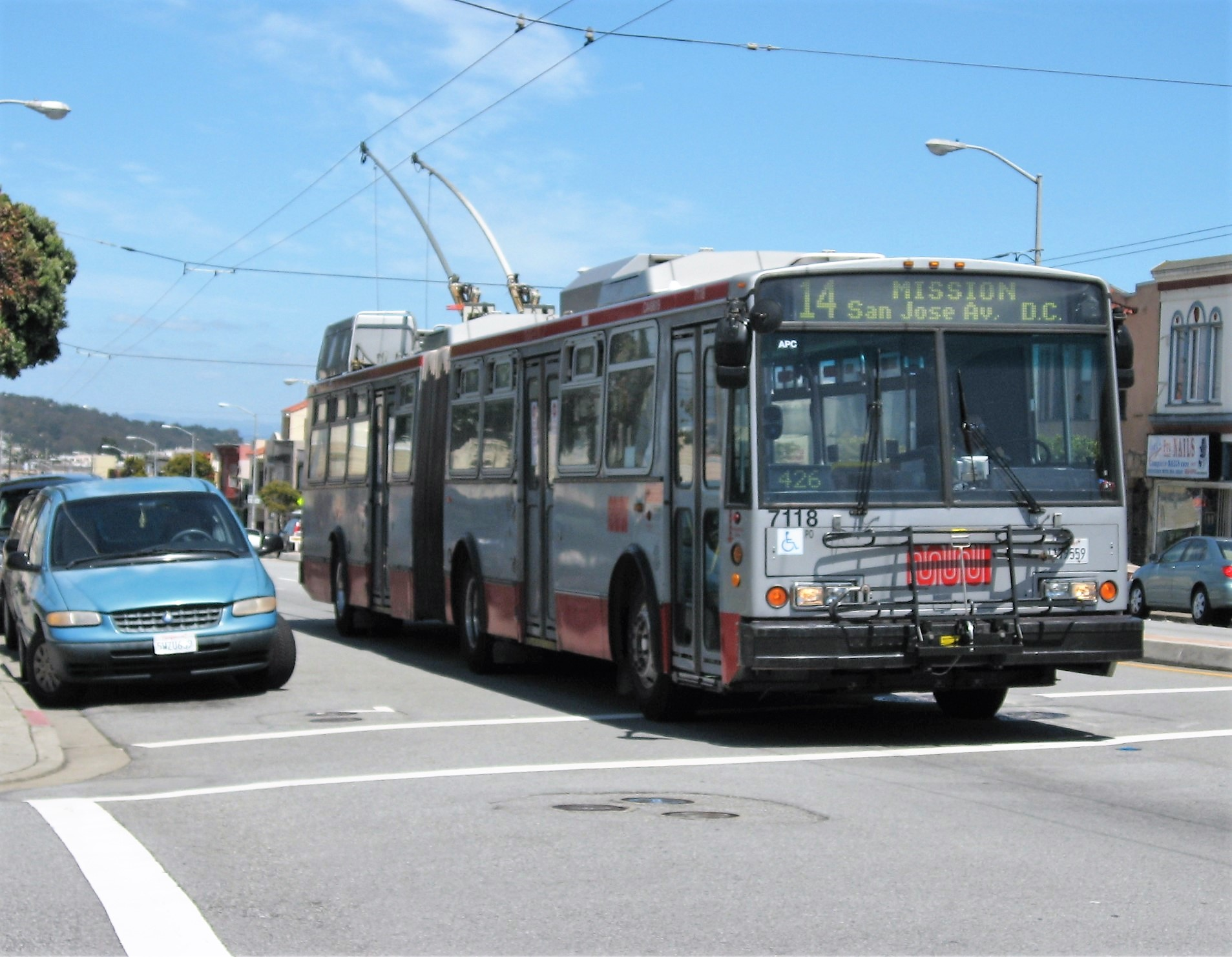
シュコダ15TrSF（2011年撮影）